# ادولفو، لدز ویودشیپ
ادولفو، لدز ویودشیپ (به لاتین: Adolfów, Łódź Voivodeship) یک منطقهٔ مسکونی در لهستان است که در Gmina Zgierz واقع شده‌است.

## خصوصیات
ادولفو ۶۰ نفر جمعیت دارد.